# 浙东学派
浙东学派（或称浙东学术），中国传统学术的一个派别，其源起于宋，发达于明清时期。其代表人物多为活动于宋时“两浙东路”（大致相当于今浙江省钱塘江以东各地市）一带及籍贯为浙江的学者。
其为“宋学”及明清学术中的显学之一，对近现代学术和海外学术（尤其是日本和东南亚）影响很大。浙东学派的学术思想体系庞杂，著作繁多，其重要学术取向是“经世致用”。

## 浙东学派的外延
狭义浙东学派，指清初以黄宗羲、万斯大、万斯同、全祖望、章学诚、邵晋涵等为代表研究经学兼史学的经史学派，因这些代表人物均系浙江东部人，故名。 　　
广义的浙东学派包括狭义浙东学派，及浙江其他地区的学术派别，如宋今浙中（浙江中部地区）以吕祖谦为代表的金华学派，陈亮为代表的永康学派，今浙南（浙江南部地区）叶适为代表的永嘉学派。（注：古以钱塘江为界，分为“浙西”、“浙东”，今杭嘉湖地区古为“浙西”，而宁(甬)绍、台温、金丽衢地区均属“浙东”地区）

## 主要学术流派及观点摘要

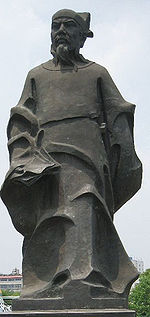
永康市龙川公园内的陈亮雕塑

宋学：
- 金华学派
- 永康学派
- 永嘉学派
- 四明学派

宋元时期：
- 东发学派

明清时期：
- 阳明学（不少认为与“姚江学派”同）
- 姚江学派
- 浙东史学

## 影响
在中国的影响
在日本的影响：
浙东学派对日本的影响主要是
（1）朱舜水对日本传统学术的影响(水戶學，日本史学)
（2）阳明学

## 主要代表人物
金华：
- 呂祖謙

永康：
- 陈亮

永嘉：
- 叶适

宁波：
- 王守仁
- 黄宗羲
- 朱舜水
- 全祖望

绍兴：
- 劉宗周
- 章学诚

## 外部連結
- “浙学”的内涵及其当代定位 （页面存档备份，存于）
- 浙东学派与浙江精神学术研讨会观点述要 （页面存档备份，存于）